# Rudnik (Powiat Raciborski)
Rudnik (deutsch Rudnik, veraltet Rudnick) ist ein Ort in der Landgemeinde Rudnik im Powiat Raciborski der Woiwodschaft Schlesien in Polen.

## Geschichte
Im Zuge der nationalsozialistischen Ortsumbenennungen wurde der slawisch klingende Ortsname Rudnik 1936 in Herrenkirch umbenannt.
1975–1998 gehörten Ort und Landgemeinde Rudnik zur Woiwodschaft Katowice (Kattowitz).